# Spielmann Ferenc
Spielmann Ferenc, Sárvári (Nagyvárad, 1916. július 10. – Nagyvárad, 1974. november 21.) válogatott labdarúgó, csatár, edző.

## Pályafutása

### Klubcsapatban
1926-ban a Nagyváradi Törekvés csapatában kezdte a labdarúgást. Az élvonalban 1935-ben mutatkozott be a Nagyváradi AC színeiben és rögtön tagja lett az ezüstérmes csapatnak. 1940-ben egy rövid kitérőt tett az UD Reșița csapatához, majd visszatért Nagyváradra, amely ekkor már a magyar bajnokságban szerepelt. Tagja volt az 1943–44-es magyar bajnok-, és az 1948–49-es román bajnokcsapatnak. 1950-ben egyik napról a másikra szabadlistára tették. Anyaegyesületéhez, a Nagyváradi Törekvéshez tért vissza, amely akkor Metalul Oradea néven szerepelt a megyei bajnokságban. Sikerült a csapattal két osztályt feljebb lépni, majd 1953-ban visszavonult.

### A válogatottban
1939 és 1949 között 11 alkalommal szerepelt a román válogatottban és 4 gólt szerzett. Közben 1940 és 1943 között a magyar válogatott tagja is volt. Hét alkalommal lépett pályára és 3 gólt szerzett.

### Edzőként
1953-as visszavonulása után utolsó csapata, a Metalul Oradea csapatának edzője lett, amelyet két idényen át irányított.

## Sikerei, díjai
- Román bajnokság
  - bajnok: 1948–49
  - 2.: 1934–35
- Magyar bajnokság
  - bajnok: 1943–44
  - 2.: 1942–43
- az év magyar labdarúgói: 1944

## Statisztika

### Mérkőzései a román válogatottban
| Románia | Románia              | Románia                      | Románia       | Románia  | Románia       | Románia     | Románia | Románia |
| #       | Dátum                | Helyszín                     | Hazai         | Eredmény | Vendég        | Kiírás      | Gólok   | Esemény |
| ------- | -------------------- | ---------------------------- | ------------- | -------- | ------------- | ----------- | ------- | ------- |
| 1.      | 1939. október 22.    | Bukarest, ANEF-stadion       | Románia       | 1 – 1    | Magyarország  | barátságos  | 1       | 78'     |
| 2.      | 1940. május 19.      | Budapest, Üllői úti pálya    | Magyarország  | 2 – 0    | Románia       | barátságos  | -       |         |
| 3.      | 1945. szeptember 30. | Budapest, Üllői úti pálya    | Magyarország  | 7 – 2    | Románia       | barátságos  | -       | 46'     |
| 4.      | 1946. október 11.    | Tirana (ALB)                 | Románia       | 2 – 1    | Jugoszlávia   | Balkán-kupa | -       |         |
| 5.      | 1946. október 13.    | Tirana                       | Albánia       | 1 – 0    | Románia       | Balkán-kupa | -       |         |
| 6.      | 1947. július 6.      | Szófia, Junak Stadion        | Bulgária      | 2 – 3    | Románia       | Balkán-kupa | -       |         |
| 7.      | 1947. július 19.     | Varsó                        | Lengyelország | 1 – 2    | Románia       | barátságos  | 2       | 3' 61'  |
| 8.      | 1947. szeptember 21. | Bukarest, Stadionul Giulești | Románia       | 2 – 6    | Csehszlovákia | barátságos  | 1       | 45'     |
| 9.      | 1947. október 12.    | Bukarest                     | Románia       | 0 – 3    | Magyarország  | Balkán-kupa | -       |         |
| 10.     | 1947. október 26.    | Bukarest                     | Románia       | 0 – 0    | Lengyelország | barátságos  | -       |         |
| 11.     | 1949. május 22.      | Prága                        | Csehszlovákia | 3 – 2    | Románia       | barátságos  | -       |         |
|         | Összesen             |                              |               | 11       | mérkőzés      |             | 4       | gól     |

### Mérkőzései a magyar válogatottban
| Magyarország | Magyarország         | Magyarország                   | Magyarország | Magyarország | Magyarország | Magyarország | Magyarország | Magyarország |
| #            | Dátum                | Helyszín                       | Hazai        | Eredmény     | Vendég       | Kiírás       | Gólok        | Esemény      |
| ------------ | -------------------- | ------------------------------ | ------------ | ------------ | ------------ | ------------ | ------------ | ------------ |
| 1.           | 1940. december 1.    | Genova, Luigi Ferraris Stadion | Olaszország  | 1 – 1        | Magyarország | barátságos   | -            |              |
| 2.           | 1940. december 8.    | Zágráb, Građanski-stadion      | Horvátország | 1 – 1        | Magyarország | barátságos   | 1            | 25'          |
| 3.           | 1941. november 16.   | Zürich, Hardturm stadion       | Svájc        | 1 – 2        | Magyarország | barátságos   | -            |              |
| 4.           | 1942. november 1.    | Budapest, Üllői úti pálya      | Magyarország | 3 – 0        | Svájc        | barátságos   | -            |              |
| 5.           | 1943. szeptember 12. | Stockholm                      | Svédország   | 2 – 3        | Magyarország | barátságos   | 1            | 50'          |
| 6.           | 1943. szeptember 15. | Helsinki                       | Finnország   | 0 – 3        | Magyarország | barátságos   | 1            | 35'          |
| 7.           | 1943. november 7.    | Budapest, Üllői úti pálya      | Magyarország | 2 – 7        | Svédország   | barátságos   | -            | 85'          |
|              | Összesen             |                                |              | 7            | mérkőzés     |              | 3            | gól          |